# مت میل
مت میل (انگلیسی: Matt Mills؛ زادهٔ ۱۴ ژوئیهٔ ۱۹۸۶) یک بازیکن فوتبال اهل بریتانیا است.